# Casus belli

Casus belli је латински израз који у дословном преводу означава догађај који узрокује рат. Casus belli представља разлог због кога се објављује или води рат, повод за објаву рата, разлог уласка неке државе у рат.
Casus belli стога не описује скуп околности које доводе до рата, него само последњи, одлучујучи разлог који агресорка/нападачка држава користи као објашњење, разлог за своју објаву рата. Casus belli је у највећем броју случајева легитиман и стварно постоји, док с друге стране понекад се спомињу и измишљени разлози за објаву рата. Пример тога јесте Нацистичка Немачка, која је искористила лажни повод за напад на Пољску, чиме је започео Други светски рат.
Израз је у широку употребу дошао у 17. и 18. веку кроз списе Хуга Гроција (1653), Корнелија ван Бинкершока (1707) и Жан-Жака Бурламакија (1732), између осталих, и због успона политичке доктрине jus ad bellum или „теорије праведног рата“. Данас, овај термин је готово изгубио своје правно значење и све се више користи у политичком смислу.

## Разлози за употребу
Државама је потребно јавно оправдање за напад на другу земљу, како да подстакну унутрашњу подршку рату, тако и да добију подршку потенцијалних савезника.
У ери после Другог светског рата, Повеља УН забрањује земљама потписницама да се упуштају у рат осим: 1) као средство самоодбране – или одбране савезника тамо где то захтевају уговорне обавезе – од агресије; 2) осим ако УН као тело претходно нису дале сагласност за операцију. УН такође задржавају право да затраже од држава чланица да интервенишу против земаља које нису потписнице које су кренуле у агресорске ратове.

## Историјски примери
Овај одељак описује познатије и контраверзније случајеве касус белија, до којих је дошло у скоријој историји.

### Амерички грађански рат
Док је дуготрајни сукоб између северних и јужних држава (углавном због економских разлика и моралних питања изазваних ропством) био узрок Америчког грађанског рата, конфедерацијски напад на Форт Самтер (12—14. април 1861) послужио је као   за распламсавање најсмртоноснијег рата у америчкој историји.

### Шпанско-амерички рат
Иако уништење Мејна није резултирало тренутном објавом рата Шпанији, оно је створило атмосферу која је онемогућила мирно решење. Шпанска истрага је утврдила да је експлозију изазвало спонтано паљење бункера за угаљ, али је Истражни суд америчког Сампсонског одбора одлучио да је експлозију изазвала спољашња експлозија из торпеда. Макинлијева администрација није навела експлозију као casus belli, али су други већ били склони да уђу у рат са Шпанијом због перципираних злочина и губитка контроле на Куби. Заговорници рата користили су поклич „Запамтите Мејн! Дођавола са Шпанијом!“

### Вијетнамски рат
Многи историчари сугеришу да је Други инцидент у Тонкинском заливу био измишљени изговор за Вијетнамски рат. Званичници северновијетнамске морнарице су јавно изјавили да током другог инцидента северновијетнамске поморске снаге никада нису пуцале на УСС Мадокс. У документарном филму „Ратна магла“, тадашњи амерички министар одбране Роберт Макнамара признаје да се напад током другог инцидента није догодио, иако су он и председник Џонсон веровали да се то догодило у то време.
Први инцидент у Тонкинском заливу (2. август) не треба мешати са другим инцидентом у Тонкинском заливу (4. август). Северновијетнамци су тврдили да је 2. августа амерички разарач УСС Мадокс погођен једним торпедом и да је један амерички авион оборен у северновијетнамским територијалним водама. Музеј PAVN у Ханоју приказује „Део торпедног чамца… који је успешно отерао УСС Мадокс 2. августа 1964.“.

### Кинеско-вијетнамски рат
Током Кинеско-вијетнамског рата 1979. године, кинески лидер Денг Сјаопинг рекао је Сједињеним Државама да је њихов план за борбу против Вијетнамаца освета за Вијетнамско рушење режима Црвених Кмера у Камбоџи, савезнику Кине. Међутим, кинески националисти су тврдили да је прави casus belli био лош третман Вијетнама према етничком кинеском становништву, као и сумња да Вијетнам покушава да консолидује Камбоџу уз совјетску подршку.

### Инвазија на Ирак 2003.
Када су Сједињене Државе извршиле инвазију на Ирак 2003. године, навеле су да Ирак није поштовао услове споразума о прекиду ватре за Заливски рат (1990—1991), као и да је планирао покушај атентата на бившег председника Џорџа Буша старијег 1993. и пуцање на коалициони ваздухоплов који је успостављао зоне забране летова као свој наведен casus belli.
Администрација Џорџа В. Буша је цитирала програм Садама Хусеина за оружје за масовно уништење (WMD). Администрација је тврдила да Ирак није испунио своју обавезу да се разоружа према претходним резолуцијама УН-а и да Садам Хусеин активно покушава да стекне капацитете за нуклеарно оружје, као и да побољша постојећи арсенал хемијског и биолошког оружја. Државни секретар Колин Пауел обратио се на пленарној седници Савета безбедности Уједињених нација 5. фебруара 2003. наводећи ове разлоге као оправдање за војну акцију. Откако су декласификоване националне обавештајне процене (NIE) указују на то да је свака извесност можда била прецењена у оправдавању оружане интервенције; обим, порекло и намера ових претераних изјава не могу се коначно утврдити из NIE.

### Анексија Крима
Након припајања Крима Руској Федерацији 2014. године, руски председник Владимир Путин је поменуо да Крим и други региони „нису били део Украјине“ након што су их заузели у 18. веку. Етничко руско становништво на Криму и у источној Украјини виђено је као разлог за руску анексију. Министарство спољних послова је тврдило да је Украјина покушала да заузме зграде кримске владе, наводећи то као casus belli.